# Auszeit (Sport)

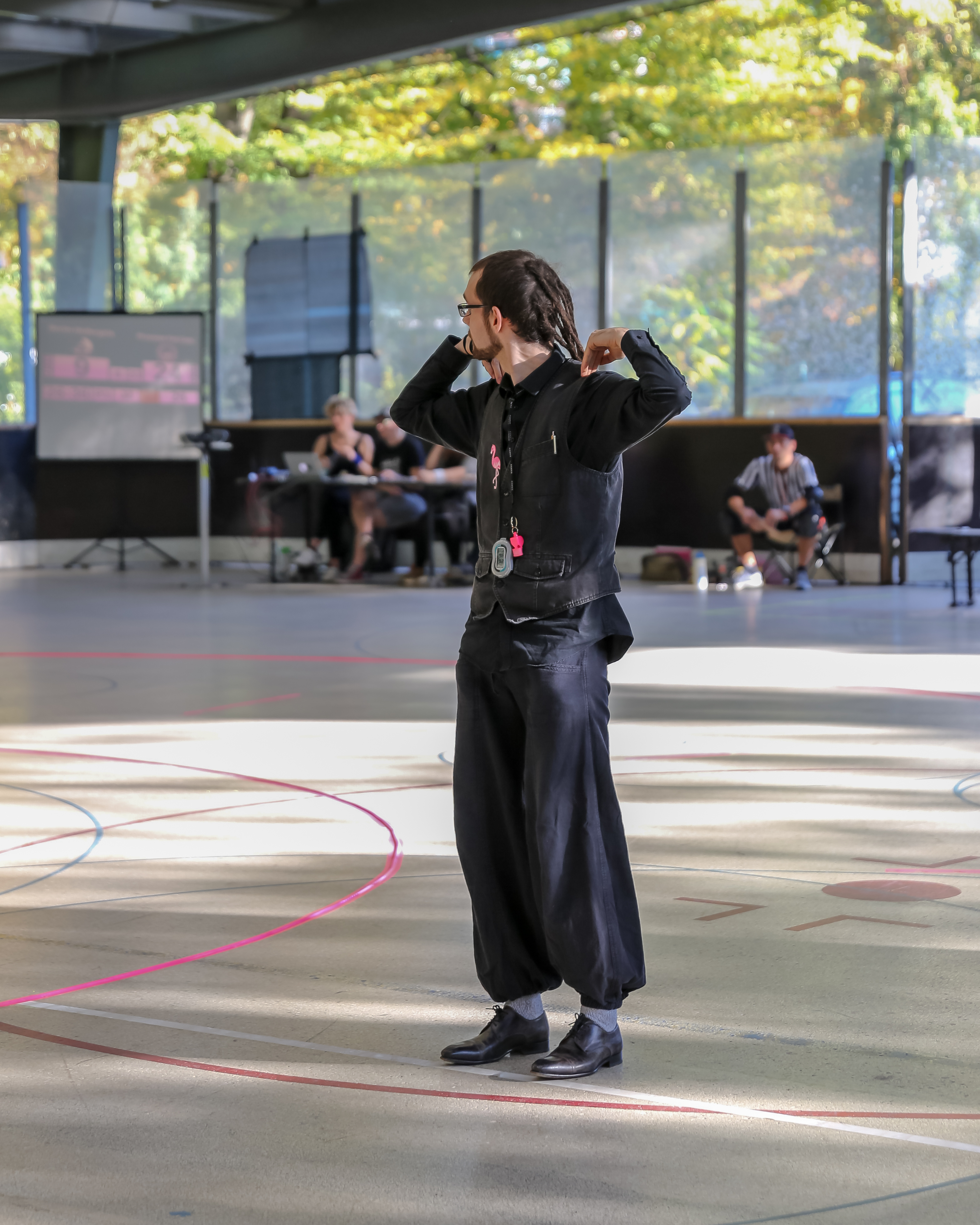
Ein Offizieller zeigt ein Time-out im Rollerderby an

Auszeit oder englisch Time-out ist ein Begriff aus dem Sport und bedeutet eine Unterbrechung des Spiels, die von einer Mannschaft in Anspruch genommen werden kann. Eine Auszeit kann genommen werden, um die Taktik an neue Gegebenheiten anzupassen, beispielsweise um auf das verletzungsbedingte Ausscheiden eines Spielers zu reagieren.
Das Time-out kommt vor allem bei in den USA beliebten Sportarten vor. Die Anzahl der Auszeiten, die jeder Mannschaft zusteht, und deren Länge ist in den Regeln genau verankert. Das Schiedsrichterzeichen ist in fast allen Sportarten ein mit den Händen oder Fingern geformtes „T“. Im American Football wird dieses Zeichen jedoch nur für ein TV- oder Radio-Time-out benutzt. In manchen Sportarten wird das Time-out dadurch angezeigt, dass ein Schiedsrichter die Arme mit nach oben gerichteten Handflächen zur Seite ausstreckt und dann die Unterarme einklappt, bis die Fingerspitzen die Schulter berühren (siehe Bild rechts).

## American Football
Beim American Football hat jede Mannschaft drei Auszeiten pro Halbzeit. Es können aber auch Auszeiten abgezogen werden, etwa bei einer erfolglosen Challenge. Zusätzliche Bedeutung erhält die Auszeit, weil mit ihr die Uhr angehalten werden kann. Die Two-Minute Warning ist eine spezielle Auszeit, die jeweils zwei Minuten vor Ende des zweiten bzw. des vierten Viertels und zwei Minuten vor Ende jeder Overtime obligatorisch ist.

## Basketball
Die Regeln bezüglich der Auszeiten beim Basketball variieren je nach Liga. In Deutschland hat jede Mannschaft in der ersten Halbzeit zwei und in der zweiten Halbzeit drei Auszeiten von einer Minute Länge zur Verfügung. Nicht in Anspruch genommene Auszeiten verfallen. In der NBA wird zwischen einer 20-Sekunden-Auszeit (eine pro Halbzeit) und einer vollen Auszeit (full timeout) unterschieden. Davon stehen jeder Mannschaft sieben pro Spiel zu, allerdings gibt es zwei zusätzliche Begrenzungen. Ab dem letzten Viertel bleiben der Mannschaft noch maximal vier Auszeiten, in den letzten zwei Minuten maximal drei.

## Billard (Karambolage)
In der Karambolageszene hat sich der Begriff Timeout für die eigentlich gemeinte Stoßzeitverlängerung durchgesetzt. Selbst der Weltverband Union Mondiale de Billard (UMB) nutzt diese Terminologie in seinen Regelwerken.

## Hockeysport
Sowohl beim Eishockey, als auch beim Unihockey ist eine Auszeit pro Mannschaft und Spiel während der regulären Spielzeit erlaubt. Oft wird sie von einer Mannschaft, die knapp im Rückstand ist, kurz vor Spielende genommen, um das Herausnehmen des Torhüters vorzubereiten. Beim Hockey hat jede Mannschaft pro Halbzeit je eine Auszeit von einer Minute. Diese ist dem Schiedsrichter bei eigenem Ballbesitz mit Hilfe der Auszeitkarte anzuzeigen.

## Handball

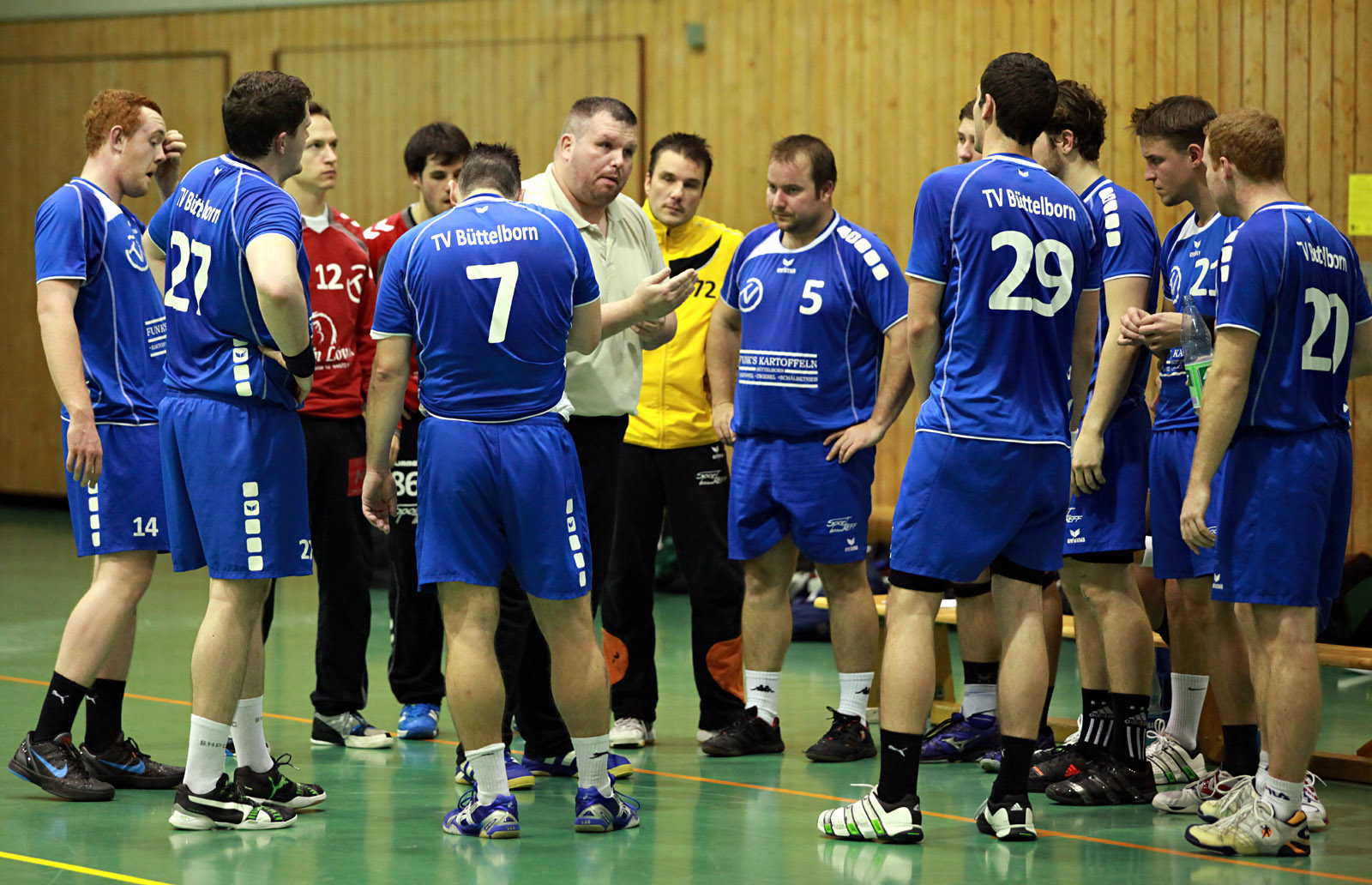
Eine Auszeit im Handball. Der Trainer gibt seiner Mannschaft taktische Anweisungen für die verbleibende Spielzeit.

Beim Handball kann seit der Saison 2012/2013 von jeder Mannschaft insgesamt drei Mal ein Team-Timeout (TTO) von einer Minute genommen werden. Es sind jedoch maximal zwei Auszeiten pro Halbzeit zulässig und in den letzten fünf Minuten einer Partie darf nur eine Auszeit pro Mannschaft genommen werden. In vielen Regionalverbänden, die für die mittleren und unteren Spielklassen zuständig sind, wurde diese Regelung nicht übernommen. Dort gilt noch, dass pro Halbzeit und Mannschaft nur eine Auszeit genommen werden kann.
Nicht in Anspruch genommene Auszeiten verfallen.
Eine Auszeit wird gegeben, indem ein Offizieller der ballführenden Mannschaft eine Auszeit-Karte auf den Tisch des Schiedsgerichtes, das aus Zeitnehmer und Sekretär besteht, legt. Sobald die sogenannte Grüne Karte den Tisch berührt, ist das Schiedsgericht angehalten, sofort ein akustisches Signal (Hupe, Sirene oder Pfeife) abzugeben und so das Spiel zu unterbrechen. Ist eine Mannschaft nicht in Ballbesitz, so kann sie auch kein Timeout beantragen.

## Tischtennis
Beim Tischtennis kann jede Partei – Einzelspieler oder Doppel – in einem Spiel eine Auszeit nehmen. Die Auszeit endet, sobald die beantragende Partei wieder spielbereit ist, aber spätestens nach einer Minute. Das exakte Prozedere ist in den Tischtennisregeln Teil B Absatz 4.4 „Pausen und Unterbrechungen“ geregelt.
Eingeführt wurde die Auszeit international 1998. Damals beschloss der ITTF-Kongress, diese Regelung in den ProTour Turnieren 1998/99 zu erproben.

## Tennis
Während eines Tennismatches kann ein Spieler im Falle einer Verletzung eine Auszeit (medical time-out) beim Schiedsrichter beantragen, die in der Regel fünf Minuten dauern darf und die eine Behandlung – meist durch einen Physiotherapeuten – ermöglicht.
In einem modifizierten Format, dem Ultimate Tennis Showdown (UTS), darf der Trainer des Spielers ein time-out beim Schiedsrichter beantragen, das 30 Sekunden dauern darf. Ein medical time-out darf zwei Minuten dauern.